# Броја
Броја (алб. Brojë) је насељено место у општини Велика Малесија у округу Скадар, Албанија. Према попису из 1989. године било је 515 становника.
Броја су једно од насеља малисорског племена Клименти и његовог рода Никчи.